# Mathias Surmann
Mathias Surmann (* 19. Dezember 1974 in Thuine) ist ein ehemaliger deutscher Fußballspieler und heutiger -trainer.

## Karriere
Seine Karriere begann er im Emsland bei der SG Freren. Als Jugendlicher wechselte er zu Olympia Laxten, wo ihm der Sprung in die erste Mannschaft gelang und er die folgenden acht Jahre spielte. Anschließend spielte Surmann in der 2. Bundesliga unter dem damaligen Coach Paul Linz für den SV Meppen und ging im Juli 1998 zur SpVgg Greuther Fürth, für die er bis 2006 aktiv war. Zur Saison 2006/2007 wechselte Surmann schließlich zum VfL Osnabrück, mit dem er in die Zweite Liga aufstieg.
Für den VfL gab Surmann sein Zweitligadebüt am 1. November 2007 beim 2:1-Sieg gegen den 1. FC Köln. Zuvor absolvierte er bereits 192 Zweitligapartien für die SpVgg Greuther Fürth und den SV Meppen.
Nachdem Surmann seine Karriere in der bayrischen Landesliga beim TSV Neustadt/Aisch ausklingen ließ, wurde er im Sommer 2011 von der SpVgg Greuther Fürth als Co-Trainer der U-23-Mannschaft verpflichtet. In Abwesenheit von Cheftrainer Ludwig Preis, der nach der Entlassung von Mike Büskens erst als Interimstrainer und später, aufgrund der fehlenden Fußballlehrer-Lizenz, als Co-Trainer bis Saisonende die Profis betreute, übernahm Surmann den Posten des Cheftrainers der U-23. Im Sommer 2014 verließ er den Klub wieder. Von 2015 bis 2016 betreute er den FSV Stadeln in der Landesliga.